# Stephen Island
Stephen Island ist eine 6 km lange vereiste Insel vor der Ruppert-Küste des westantarktischen Marie-Byrd-Lands. Sie liegt auf der Westseite des Nickerson-Schelfeises.
Der United States Geological Survey kartierte sie anhand eigener Vermessungen und mithilfe von Luftaufnahmen der United States Navy zwischen 1959 und 1965. Das Advisory Committee on Antarctic Names benannte sie 1966 nach Alexander Stephen (1795–1875), Gründer des Schiffbauunternehmens Alexander Stephen & Sons aus Glasgow, das unter anderen die Expeditionsschiffe Nimrod (1866), USS Bear (1874) und Terra Nova (1884) erbaut hatte.